# سلطان وعبد الله القبس
سلطان بن حمد القبس وعبد الله بن حمد القبس، وهما أخوان حكما الدرعية بين عامي 1107هـ/1695م - 1121هـ/1709م.

## نسبهما
ذكر بعض الباحثين الاسم الأخير لهما بحرف الياء «القيس» و«القيسي». لا تشير المصادر بمعلومات عن الأخوين وأسرتهما، ولا عن طريقة استيلائهما على الحكم. ويذكر جون فيلبي أن سلطان القبس من قبيلة بني خالد، يقول فيلبي: «حدث في الدرعية في ذلك الوقت من السنة أن قام سلطان بن حمد القيسي (وهو من منطقة غير معروفة) باغتيال "إدريس بن وطبان" الذي -على ما يبدو- كان قد نجح في الدخول إلى حيز وجهاء الدرعية بعد مقتل أخيه إبراهيم عام 1694م. وتفترض المصادر التاريخية أن سلطان بن حمد القبس من قبيلة بني خالد من منطقة الأحساء، وكان قد اغتصب الإمارة واحتفظ به حتى عام 1708م حيث استهدفته سكين أحد القتلة المأجورين، فخلفه في الإمارة أخوه عبد الله الذي انتهت بمقتله في شهر آذار من عام 1709م. فترة الخمسة عشر عامًا من السيطرة الخارجية على منطقة الدرعية. عادت الدرعية الآن إلى حظيرة السلالة الشرعية المتجسدة في شخص موسى بن ربيعة بن وطبان.» وقد رد البعض على قول فيلبي بخصوص انتمائه لقبيلة بني خالد بأنه غير معزز بمصدر، وأنه ربما يكون من قبيلة بني حنيفة.

## إمارة الدرعية ومقتلهما
يسمي بعض المؤرخين الفترة التي حكم فيها الأخوين سلطان وعبد الله القيس «فترة الحكم الأجنبي» إذ أن الإمارة كانت في يد أحفاد مؤسس الدرعية مانع بن ربيعة المريدي من سنة 850هـ/1446م حتى 1106هـ/1695م. وقد انتقلت الإمارة إلى سلطان بن حمد بعد مقتل إدريس بن وطبان المريدي. واستمر سلطان في إمارة الدرعية حتى قُتل في سنة 1120هـ/1708م، ثم خلفه أخوه عبد الله لكنه لم يستمر في الإمارة طويلًا فقد قتل في السنة التالية.